# Otitis media secretora
La otitis media secretora o también llamada otitis media serosa está definida por presencia de líquido en la cavidad del oído medio, es decir, estructuras detrás de la membrana timpánica. Se trata de una de las patologías más frecuentes del oído. Este líquido puede ser mucoso, seroso o una combinación de ambos, pudiendo variar en su composición a lo largo de la evolución de la enfermedad. La duración puede ser aguda (inferior a tres semanas), subaguda (de tres semanas a tres meses) o crónica (superior a tres meses).

## Epidemiología
La incidencia de esta enfermedad aún no está muy bien investigada, aunque muchos autores han tratado de establecer porcentajes aproximados.
Afecta sobre todo a niños menores de 8 años, con un pico de mayor incidencia entre los 6 y 18 meses. Se considera que aproximadamente el 70% de los niños tienen al menos un episodio de otitis serosa antes de los tres años. Constituye actualmente la principal indicación para un procedimiento quirúrgico en la edad pediátrica.
Estudios realizados en pacientes con otitis media aguda previa comprobaron como en el 70% de los niños, existía secreción en el oído medio a las dos 66 semanas de haber curado de su enfermedad aguda, 40% la presentaban después de un mes, 20% continuaban con secreción a los dos meses en un 10% existía persistencia de la secreción pasados los tres meses.
Existen factores de riesgo implicados en la persistencia de la secreción en el oído medio: Bajo peso al nacer y prematuridad, sexo masculino, condiciones socioeconómicas desfavorables, asistencia a guarderías, polución y tabaco, tipo de lactancia, la edad del primer episodio, factores genéticos e inmunitarios y cambios en la climatología, influyen en la aparición, recurrencia y evolución de la enfermedad.

## Granuloma de colesterol
El granuloma de colesterol es una entidad poco frecuente que se caracteriza por la aparición de granulomas en el oído medio o senos paranasales. Es una masa benigna de estructura quística, caracterizada por su contenido líquido, ovalada con bordes bien definidos, de aspecto brillante. A la macroscopía se puede observar su color café achocolatado, verde o también puede ser de color amarillo. Es de crecimiento lento y corresponde a inflamación granulomatosa frente a cristales de colesterol.
Su patogénesis se da debido a 3 factores: presencia de hemorragia en el oído medio que es el proceso inicial, y está secuestrada debido a un drenaje disminuido y presión negativa secundaria provocando obstrucción del intercambio aéreo de la cavidad.  Posteriormente ocurre fagocitosis de la hemoglobina por macrófagos, lo que produce la descomposición de esta en hemosiderina y colesterol eritrocitário. La consecuencia final es la reacción inflamatoria mediada por macrófagos, lo que favorece la formación de un granuloma de colesterol.
Los síntomas aparecen cuando las estructuras adyacentes son comprimidas por el crecimiento del granuloma Este efecto de masa afecta a los huecesillos lo que provoca hipoacusia conductiva, tinnitus, y vértigo. Su mayor característica es el tímpano azul o achocolatado a la exploración del oído externo.

## Diagnóstico

### Otoscopía
Como una de las pruebas más importantes en el campo de la OMS, la otoscopía es la técnica más usada, práctica e importante. Se puede llevar a cabo con el otoscopio convencional, con videoendoscopio o con microscopio, que mejora mucho la posibilidad de alcanzar un diagnóstico preciso.
Los signos otoscópicos que facilitan el diagnóstico de una OMS son la pérdida de transparencia, el engrosamiento de la membrana y el cambio de tono. Se puede apreciar en ocasiones un nivel hidroaéreo. Es importante diferenciarlo de una otitis media aguda no supurada, siendo en ésta el dolor y los signos inﬂamatorios las características más importantes.

### Timpanometría
Es una prueba objetiva que nos dará información de las características dinámicas del estado del oído medio y del complejo tímpano-osicular. Mide la admitancia acústica del oído medio en relación a los cambios de presión en el oído externo. Se trata de un procedimiento fácil de llevar a cabo con un timpanómetro portátil o un timpanómetro de diagnóstico clínico. El resultado es un gráﬁco de la energía admitida por el tímpano y el oído medio en respuesta al aire a presión introducido en el CAE. La energía acústica es trasmitida al CAE y un micrófono mide el reﬂejo del sonido mientras la presión varía entre +200 y -400/-600 mm de H2O.

## Tratamiento
Se recomienda uso de esteroides orales y tópicos como glucocorticoides orales e intranasales, también uso de antibióticos, inhibidores de leucotrienos, mucolíticos.